# Фахд (бронетранспортер)

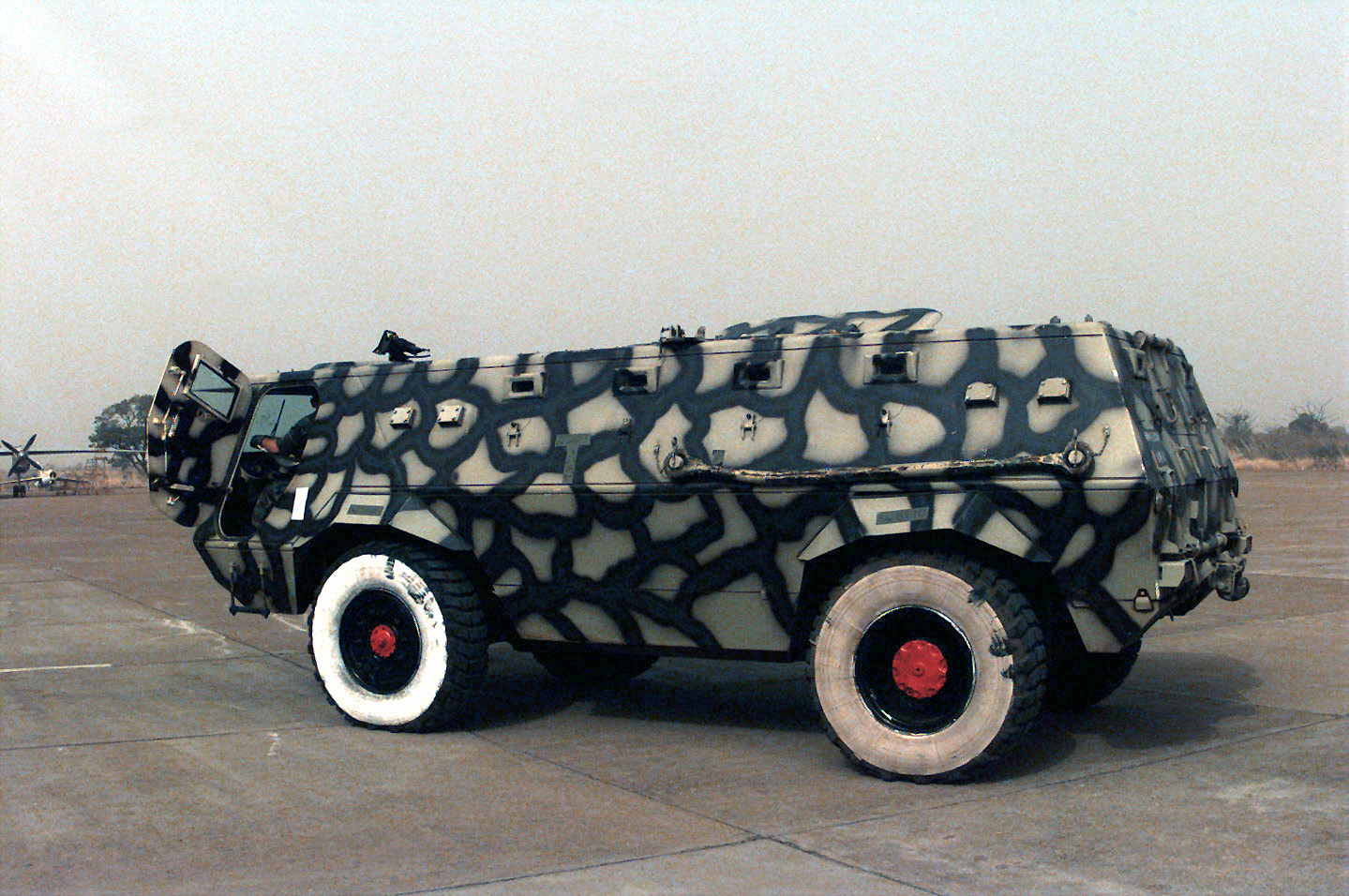
Fahd армії Малі

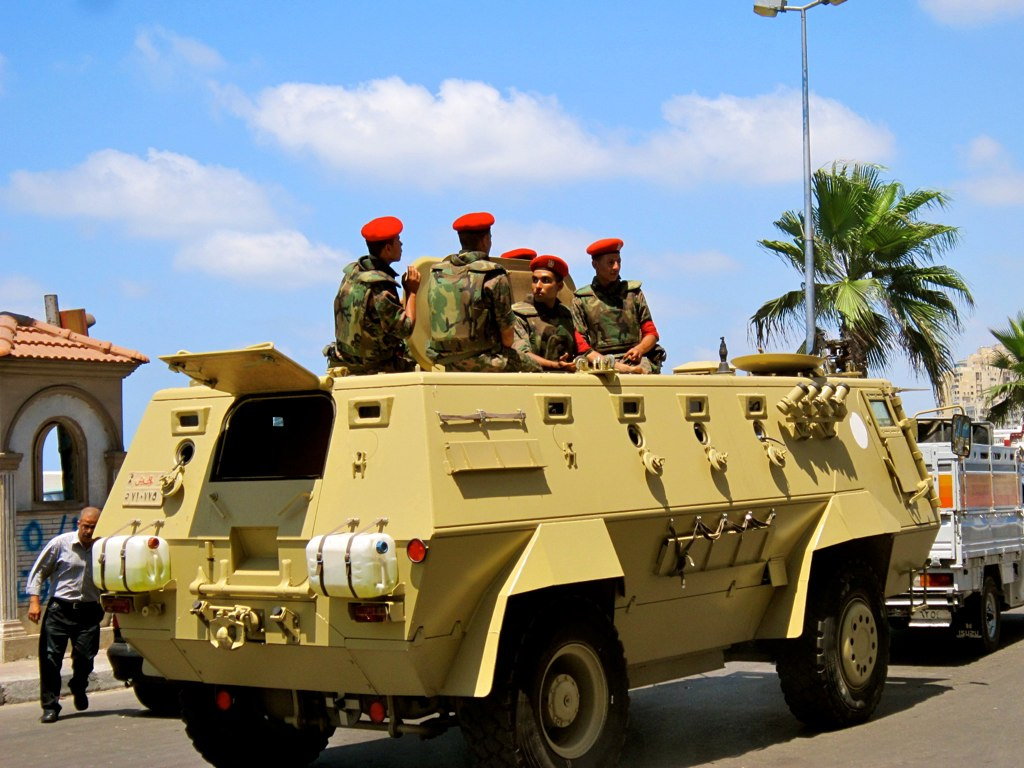
Fahd єгипетської військової поліції

Фахд — бронетранспортер, спроєктований західнонімецькою фірмою «Тіссен-Хершель» на замовлення міністерства оборони Єгипту. Спочатку машина називалася TH-390.

## Модифікації
- Fahd Початкова версія на шасі Даймлер-Бенц LAP 1117/32, що вироблялася з 1985 року.

- Fahd 240. Шасі Mercedes Benz LAP 1424/32, посилене бронювання та новий дизельний двигун Mercedes Benz ОМ-366 LA потужністю 275 к. с. с. Усі попередні Fahd були доведені до цього стандарту. Маса сягнула 11,6 тонн.
- Fahd 280 w/BTM-208 Turret із французькою вежею BTM-208 фірми SAMM, що виробляється за ліцензією. У вежі встановлені 12,7-мм та 7,62-мм кулемет. Екіпаж збільшено до 3 осіб, а десант залишився тим самим.
- Fahd 280-30 з вежею від БМП-2, озброєний 30-мм автоматичною гарматою 2А42, спареною з 7,62-мм кулеметом ПКТ та ПТРК «Конкурс», маса досягла 12,5 тонн (1991 рік).

## Оператори
- Алжир
- Бахрейн
- Єгипет
- ДР Конго
- Кувейт

Зняті з озброєння
- Малі